# Нидерландский карликовый кролик
Нидерландский карликовый кролик (англ. Netherland Dwarf Rabbit) — самая маленькая в мире порода декоративных кроликов, которая ведёт своё происхождение от нескольких голландских карликовых кроликов, попавших из Нидерландов в Великобританию после Второй мировой войны.

Допустимый вес взрослых нидерландских карликов по стандарту не должен превышать 2,5 фунта (1,134 кг).

Стандарт этой породы принят в BRC (British Rabbit Council) - Британском Совете Кролиководов с 1950 г. и ARBA (American Rabbit Breeders Association)  - Американской Ассоциации Кролиководов с 1969 г.

В России кролики этой породы разводятся с 2014 г.

## Стандарт породы

### Шкала оценки
| Параметр | Оценка             |     |
| -------- | ------------------ | --- |
| 1        | Телосложение и тип | 30  |
| 2        | Уши                | 15  |
| 3        | Голова             | 15  |
| 4        | Глаза              | 5   |
| 5        | Окрас              | 15  |
| 6        | Шерсть             | 10  |
| 7        | Состояние и уход   | 10  |
| Итого    | -                  | 100 |

#### Телосложение и тип
Тело короткое, компактное, коренастое, с широкой грудью и широкими плечами. Передние лапы короткие и прямые. Вес взрослого животного – не более 1,134 кг.

#### Уши
Стоячие, хорошо сомкнутые, хорошо опушённые, слегка закруглённые на кончиках. Идеальная длина ушей - 5 см. Допустимая — до 7 см.

#### Голова
Круглая, широкая.

#### Глаза
Круглые, большие, выразительные, цвет глаз должен соответствовать расцветке окраса.

#### Окрас
Допускается любой окрас, соответствующий стандартным окрасам кроликов других пород.
Окрасы нидерландских карликов делятся на 5 групп таким образом:
1. однотонные: чёрный, голубой, шоколадный (гавана), лиловый; сюда же относят белый голубоглазый и белый красноглазый окрас (в Великобритании и США, где был принят стандарт на нидерландских карликов, белых животных не выделяют в отдельную породу «гермелин»);
2. поинтовые: сиамы, мардеры и тюрины;
3. агути: агути (каштановый агути), опал (голубой агути или жемчужный окрас), люкс (лиловый агути или рысий окрас), шиншилла и голубая шиншилла («белка»);
4. подпалые: огнёвки («тан»), оттеры («выдра»), белоостевые («лиса»), в т. ч. и белоостевые мардеры.
5. другие окрасы: оранжевый, олений («фавн»), стальной, русский (гималайский). К этой же группе относят и все остальные не названные окрасы, допустимые у кроликов иных пород.

#### Шерсть
Мягкая, короткая, густая, плотно прилегающая к телу.

#### Состояние и уход
Ровная, хорошая шерсть, отсутствие признаков каких-либо заболеваний.

### Недостатки
- узкие плечи
- длинные или не прямо стоящие (изогнутые, с мягкими кончиками) уши
- узкая морда
- белые волоски на основном окрасе
- белые когти у окрашенных кроликов
- тёмный тикинг (чёрные кончики волос) или тёмная вуаль у кроликов чистых окрасов

### Дисквалификацирующие пороки
- вес больше допустимого
- несоответствие породному типу
- кривые ноги
- пятна на глазах
- неправильный рисунок окраса
- белые пятна на основном окрасе
- вросшие или искривлённые зубы (нарушения прикуса)
- бельмо на одном или обоих глазах
- неудовлетворительное состояние здоровья